# Minoranza dominante
Una minoranza dominante è un gruppo sociale minoritario che ha il potere politico, economico o culturale sopra il resto della società, nonostante rappresentare una piccola frazione della popolazione totale.
Il termine anche si utilizza per riferirsi a un gruppo etnico minoritario definito per le sue caratteristiche razziali, nazionali, religiose o culturali che domina sopra altri gruppi. Un esempio notabile fu il Sudafrica  durante il regime dell'apartheid, dove i bianchi sudafricani o afrikaners mantenevano il controllo del paese nonostante che mai arrivarono a costituire più del 22% della popolazione.